# Општина Коркова (Мехединци)
Коркова (рум. Corcova) општина је у Румунији у округу Мехединци.
Oпштина се налази на надморској висини од 206 m.